# Kamienica przy ulicy Basztowej 23 w Krakowie
Kamienica przy ulicy Basztowej 23 – zabytkowa kamienica, znajdująca się w Krakowie, w dzielnicy I przy ulicy Basztowej, na Kleparzu.
Jest to budynek wzniesiony w stylu neorenesansowym w 1890 roku według projektu Sławomira Odrzywolskiego we współpracy z Władysławem Kaczmarskim jako trzypiętrowa kamienica o charakterze czynszowym. W 2006 roku kamienica przeszła remont konserwatorski elewacji.
W kamienicy nad bramą tylną znajduje się secesyjny witraż w łukowatym kształcie z motywem maków, wykonany ze szkła ornamentowego i mąconego w 1914 roku w Krakowskim Zakładzie Witrażów S.G. Żeleński.

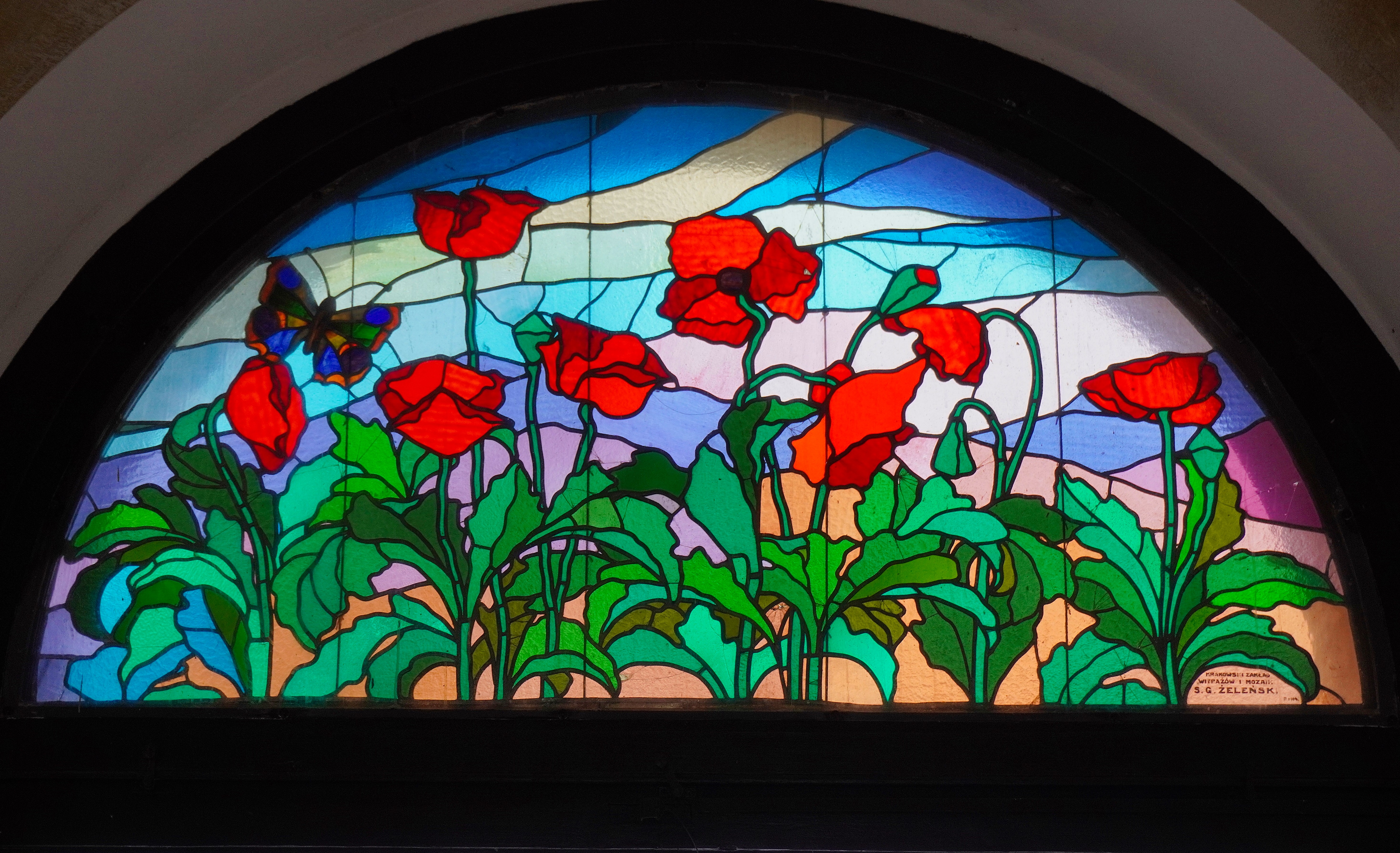
Witraż
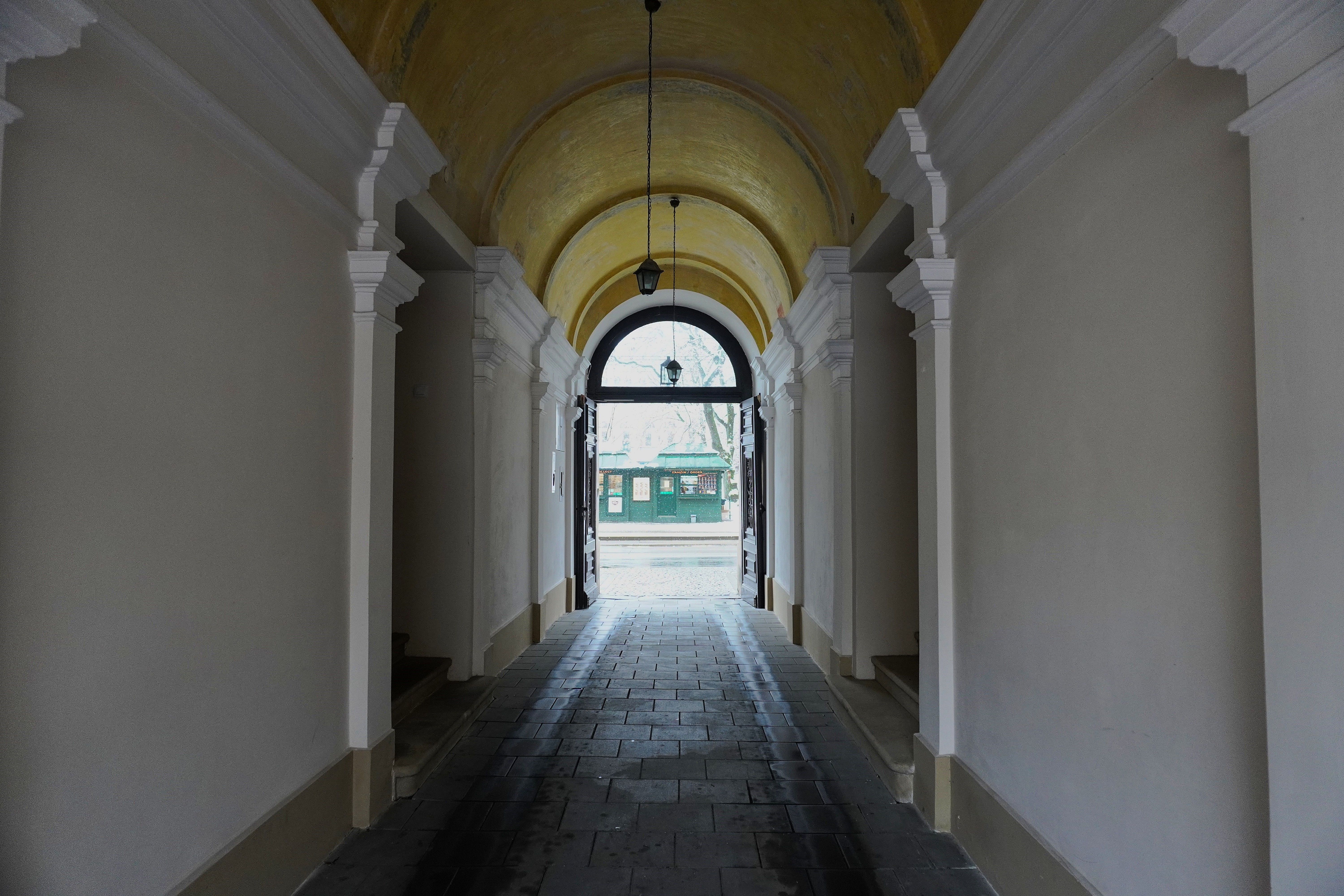
Sień, widok w kierunku bramy frontowej